# Matthew Trott
Matthew Trott (ur. 26 kwietnia 1980 r. w Ashburton) – nowozelandzki wioślarz.

## Osiągnięcia
- Mistrzostwa Świata – Monachium 2007 – dwójka podwójna – 6. miejsce[1].
- Mistrzostwa Świata – Poznań 2009 – dwójka podwójna – 4. miejsce[1].